# Convoluta convoluta
Die Spezies Convoluta convoluta ist kleiner Vertreter der wurmartigen Acoela aus der Familie Convolutidae. Die Art ist in der Ostsee beheimatet und hat sich in den späten 1990er Jahren auch im Golf von Maine angesiedelt.
Die Art wurde von Peter Christian Abildgaard 1806 als Planaria convoluta erstbeschrieben und von Ørsted 1843 einer eigenen Gattung zugeordnet (mit gleichem Namen Convoluta).

## Systematik

### Äußere Systematik
Nach der Taxonomie des National Center for Biotechnology Information (NCBI) umfasst die Gattung Convoluta Ørsted, 1843  u. a. folgende Mitglieder:
- Convoluta cf. boehmigi UJ-2011
- Convoluta convoluta (Abildgaard, 1806) [Basionym: Planaria convoluta Abildgaard, 1806]
- Convoluta lacrimosa Achatz, Hooge & Tyler, 2007
- Convoluta niphoni Achatz, 2008
- Convoluta schuelii Achatz, 2008

### Synonyme
Synonyme sind:
- Convoluta albicincta Schultze, 1851
- Convoluta armata Graff, 1874
- Convoluta diesingii Schmidt, 1852
- Convoluta haustrum Dalyell, 1853
- Convoluta infundibulum Schmidt, 1861
- Convoluta johnstoni Diesing, 1862
- Convoluta paradoxa Ørsted, 1843
- Monotus albicinctus (Schultze, 1849)
- Monotus diesingi Schmidt, 1861
- Monotus johnstoni Diesing, 1862 (nomen nudum)
- Monotus paradoxa René-Édouard Claparède 1861
- Planaria convoluta Abildgaard, 1806[4]

## Ernährung und Symbiose
Convoluta convoluta ernährt sich von jungen Muscheln und Ruderfußkrebsen (Copepoda) der Ordnung Harpacticoida. 
Außerdem geht die Art eine Symbiose mit Kieselalgen der Gattung Lichmophora  (mit Arten L. hyalina und L. communis) ein, die ebenfalls in den Golf von Maine eingedrungen ist.
Diese Symbiose ist aber nicht in der Lage, ihren Nahrungsbedarf ausschließlich mittels ihrer Symbionten zu decken, sie muss während des ganzen Lebens zusätzliche Nahrung zu sich nehmen.
Dies unterscheidet sie von anderen Arten der Familie Convolutidae wie Symsagittifera roscoffensis, die durch ihre Grünalgen-Symbionten vollständig ernährt werden, und früher (wie in diesem Fall als Convoluta roscoffensis) in dieselbe Gattung klassifiziert wurden.

## Auswirkung auf die Ökologie im Golf von Maine
Im Golf von Maine scheint die Auswirkung dieser dort neuen Art minimal zu sein, da der Lebensraum vermutlich mit Nahrung gesättigt ist und die Art sich letztlich durch Konkurrenz der Arten begrenzt.
Sie scheint auch auf Lebensräume beschränkt zu sein, die vor Wellen geschützt sind und wo sie fadenförmige Algen bevorzugt.